# Wriezen
Wriezen [ˈvʀiːʦn̩] (i det 19. århundrede Wrietzen) er en by i  Landkreis Märkisch-Oderland  i den tyske delstat Brandenburg. Her opbyggede Nazi-Tyskland en stor kunsterkoloni. Adolf Hitler forærede i 1940 godset Jäckelsbruch (de) i byen til billedhuggeren Arno Breker i anledning af hans 40-års fødselsdag.

## Geografi
Byen ligger ved vestenden af indlandsdeltaet Oderbruch ved floden Alten Oder (en af Oders forgreninger). Byområdet omfatter både dele af det lave flade Oderbruch og det bakkede plateau Oberbarnim.  Byens centrum lå før Oderbruchafvandingen ved  Oderstrom, men ligger i dag  11 km i luftlinje fra  Oder og den tysk-polske grænse. Trods denne afstand var  Wriezen igen og igen ramt af oversvømmelser.

### Nabokommuner
Nabokommuner er mod nord Bad Freienwalde (Oder) og Oderaue, mod øst Neulewin og Neutrebbin og mod syd  Bliesdorf og Reichenow-Möglin. Mod vest grænser  Prötzel, Höhenland og Falkenberg til Wriezens område.

## Eksterne kilder og henvisninger
1. ↑  https://www.youtube.com/watch?v=nXVqT8i5oh4

- Wikimedia Commons har flere filer relateret til Wriezen
- Officielt websted